# کازبک توآئف
کازبک توآئف (ترکی آذربایجانی: Kazbek Əlirza oğlu Tuayev؛ زادهٔ ۱۳ نوامبر ۱۹۴۰) بازیکن فوتبال اهل اتحاد جماهیر شوروی سوسیالیستی است.
از باشگاه‌هایی که در آن بازی کرده‌است می‌توان به باشگاه فوتبال اسپارتاک ولادی‌قفقاز و باشگاه فوتبال نفتچی باکو اشاره کرد.
وی همچنین در تیم ملی فوتبال شوروی بازی کرده‌است.